# Kameana Verba, Dubno
Kameana Verba (în ucraineană Кам'яна Верба) este un sat în comuna Stovpeț din raionul Dubno, regiunea Rivne, Ucraina.

## Demografie
Componența lingvistică a localității Kameana Verba
     Ucraineană (100%)
Conform recensământului din 2001, toată populația localității Kameana Verba era vorbitoare de ucraineană (100%).